# Liste der Naturdenkmale in Simmern/Hunsrück
Die Liste der Naturdenkmale in Simmern/Hunsrück nennt die im Gemeindegebiet von Simmern/Hunsrück ausgewiesenen Naturdenkmale (Stand 13. Mai 2024).

## Naturdenkmale
| Nr.         | Bezeichnung                       | Lage                          | Beschreibung       | Bild                                    |
| ----------- | --------------------------------- | ----------------------------- | ------------------ | --------------------------------------- |
| ND-7140-134 | Apfelbaum Domäne                  | Roeserstraße, bei Nr. 52 Lage | Malus sylvestris   | Direkt Bild zu diesem Denkmal hochladen |
| ND-7140-140 | Esche auf dem Firmengelände Felke | Holzbacher Straße Lage        | Fraxinus excelsior | Direkt Bild zu diesem Denkmal hochladen |

## Ehemalige Naturdenkmale
| Nr. | Bezeichnung | Lage                              | Beschreibung                                                                  | Bild                                    |
| --- | ----------- | --------------------------------- | ----------------------------------------------------------------------------- | --------------------------------------- |
|     | Baumgruppe  | Schulstraße, Ecke Poststraße Lage | Ulmus sp., vier Bäume, und Tilia sp., fünf Bäume; Rechtsverordnung aufgehoben | Direkt Bild zu diesem Denkmal hochladen |